# أوبيدوم نوفوم
أوبيدوم نوفوم (باللاتينية: Oppidum Novum) كانت مدينة رومانية بربرية قديمة في موريطانيا القيصرية. تقع في مدينة عين الدفلى الحالية بالجزائر.